# Seleuș
Seleuș é uma comuna romena localizada no distrito de Arad, na região histórica da Transilvânia. A comuna possui uma área de 41.22 km² e sua população era de 3106 habitantes segundo o censo de 2007.